# Diurnalidade

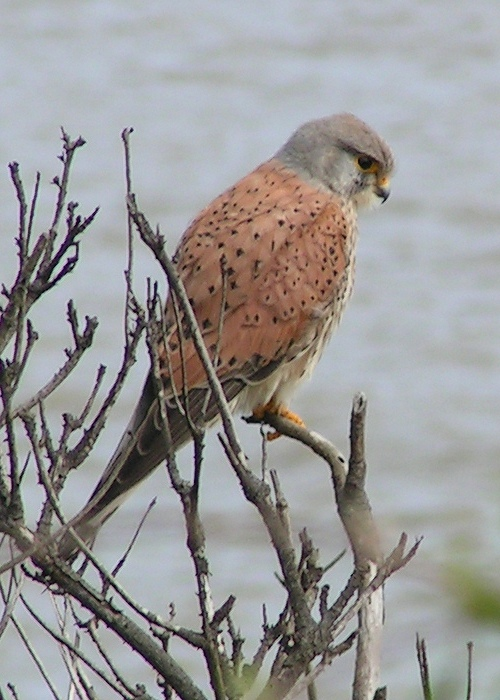
O peneireiro-vulgar, uma ave tipicamente diurna

Diurnalidade é o termo usado em etologia para caracterizar o comportamento dos animais que estão ativos durante o dia e descansam durante a noite. Os animais que não são diurnos podem ser noturnos (ativos de noite) ou crepusculares (ativos durante o crepúsculo — ao amanhecer ou ao anoitecer). Algumas espécies combinam a diurnalidade com a noturnidade.